# فرانكلين لافاييت رايلي جونيور
فرانكلين لافاييت رايلي جونيور (بالإنجليزية: Franklin Lafayette Riley, Jr.)‏ هو مؤرخ أمريكي، ولد في 24 أغسطس 1868، وتوفي في 10 نوفمبر 1929.